# Отар (Жамбылская область)
Отар (каз. Отар) — аул в Кордайском районе Жамбылской области Казахстана. Административный центр Отарского сельского округа. Находится примерно в 69 км к северо-востоку от районного центра, села Кордай. Код КАТО — 314851100.

## История
30 июня 1941 года Отар получил статус рабочего посёлка.

## Население
В 1999 году население аула составляло 4355 человек (2156 мужчин и 2199 женщин). По данным переписи 2009 года, в ауле проживало 4540 человек (2239 мужчин и 2301 женщина).
На момент 2023 года население по официальным подсчётам население составляет 9262 человек